# 电话谋杀案
《电话谋杀案》（英語：Dial M for Murder）是一部美国犯罪驚悚片，导演为希区柯克，由雷·米伦、格蕾丝·凯利、罗伯特·卡明斯和约翰·威廉姆斯主演。该片是根据英国剧作家弗雷德里克·诺特成功的话剧改编的，之后他又将话剧改编为剧本。1952年该剧在BBC电视上首次公演。同年，该剧被搬上舞台，先是六月在伦敦的西区剧院，然后是十月在纽约的百老汇剧院。该片以当时已有的技术拍摄为3D电影。华纳兄弟在1954年上映了希区柯克的电影，但因为3D电影受欢迎的程度正在逐渐下降，又因为华纳兄弟刚刚发起了一个3D/2D同时上映的政策，所以并不知道当时3D电影的上映日期。它被3D电影迷们认为是3D电影发展过程最好的例子之一。
《电话谋杀案》于1980年2月在旧金山的约克剧院（York Theater）上映了3D版本，效果很好，因此在1982年2月重新上映了3D版本。该片现在有蓝光3D版本，标志着它首次被发行为家庭錄影帶的3D版本。

## 剧情
托尼·温戴斯（雷·米伦）是英格兰的职业网球运动员，他娶了富有的交际花玛格特（格蕾丝·凯利），玛格特曾与美国犯罪小说作家马克·哈利迪（罗伯特·卡明斯）有一段风流韵事。因玛格特抱怨托尼日程繁忙，托尼于是选择退役。他秘密发现了她的风流韵事，并决定杀害她，既要报复她，又要确保得到她的遗产。
托尼找到熟人查尔斯·亚历山大·C·A·斯旺（安东尼·道森），因为他知道斯旺已经是一个三流罪犯，并曾秘密跟踪斯旺，因此他可以敲诈斯旺，让斯旺去谋杀玛格特。托尼告诉了斯旺玛格特的风流韵事。六个月前，托尼偷走了她的手包，里面有一封马克写的情书，托尼以此匿名敲诈了她。托尼设计让斯旺在那封信上留下指纹，然后许诺向他支付1,000英镑让他杀死玛格特；如果斯旺拒绝，托尼就会报警称斯旺敲诈玛格特，而斯旺的犯罪记录则对自己不利。
斯旺同意后，托尼解释了他的计划：第二天晚上他会带马克参加一个派对，留下玛格特在家，并将她的门锁钥匙藏在他们公寓的前门外。斯旺则在玛格特睡着后偷偷潜入，并躲在通往花园的门扉前的窗帘后面。十一点时，托尼会从派对上往公寓打电话。斯旺必须在玛格特接电话时杀死她，然后打开门扉，造成入室盗窃的假象，但要从前门出来，再次把钥匙藏起来。
第二天晚上，斯旺在玛格特上床后进入公寓等待。在派对上，托尼发现他的表停了，所以他往公寓打电话比计划要晚。当玛格特走向电话时，斯旺试图用他的围巾勒死她，但她慌乱中抓起一把剪刀杀死了他。她抓起电话求救，托尼告诉她，在他赶回家之前，什么都不要动。他回到公寓后报了警，并安排玛格特上床休息。在警察到来之前，托尼将斯旺兜里的门锁钥匙放入玛格特的手包中，将马克的情书放在斯旺身上，并毁掉了斯旺的围巾，换之以玛格特自己的长袜，试图暗示她有罪。托尼本以为斯旺兜里的钥匙是玛格特的，但实际上斯旺在打开门锁后就把钥匙放回了藏钥匙的地方，所以斯旺兜里的钥匙其实是他自己的。
第二天，托尼说服玛格特不要把“他不让她马上报警的事”告诉警察。首席检查官贺伯特（约翰·威廉姆斯）前来调查，但玛格特的回答却前后矛盾。贺伯特说斯旺肯定是从前门进入的，托尼谎称在玛格特的手包被偷时见过斯旺，估计是斯旺复制了她的钥匙。但贺伯特并没有采纳他的说法，因为在斯旺身上并没有发现钥匙。贺伯特断定，因为斯旺敲诈玛格特，所以她杀死了斯旺，于是逮捕了她。玛格被认定有罪，并被判处死刑。
在玛格特即将被执行死刑的前一天，马克找到托尼说，为救玛格特的命，他为托尼编了个故事，并告诉了警方。令托尼惊愕的是，马克的“故事”就是实际发生的事情，但嘴上说这个故事太不切实际了。贺伯特不期而至，马克躲进卧室。贺伯特问托尼他花掉大笔现金的事，引诱他说出他的门锁钥匙在他的雨衣里，并询问了托尼的公文包。托尼说他把公文包丢了，但是马克偷听到对话，发现它就在床上，并且装满了钞票。马克推断这笔钱是托尼准备付给斯旺的报酬，于是他出来打断了贺伯特，并解释了他的理论。托尼撒了另一个谎，“供认”这笔钱是斯旺向玛格特勒索的，他隐瞒这一情况是为了掩盖她的罪行。贺伯特看起来接受了托尼的解释，而没有相信马克的理论，马克愤怒地离开了。贺伯特偷偷调包了他自己的雨衣和托尼的。托尼一离开，贺伯特就用托尼的钥匙重新进入了公寓，马克跟在他后面。其实贺伯特已经发现，玛格特手包里的钥匙是斯旺的。贺伯特现在怀疑托尼是斯旺的同谋，并且精心设计了一个陷阱来证实这一点。
便衣警察把玛格特从监狱带到公寓。她尝试用她手包里的钥匙来打开门锁但未能成功，只好从花园进入，这证明她并不知道被藏起来的钥匙。贺伯特把玛格特的手包带回警察局，在警察局托尼发现他的钥匙没了，于是取了玛格特手包里的钥匙。但他发现这把钥匙不管用，于是他用藏起来的钥匙打开了门，这证明他才是有罪的。他想逃跑，但被贺伯特和另一警察拦住了。他冷静下来，承认自己失败了。

## 演员
| 演员                             | 角色                          | 角色                     | 角色                                             |
| 演员                             | 原名                          | 译名                     | 身份                                             |
| -------------------------------- | ----------------------------- | ------------------------ | ------------------------------------------------ |
| 雷·米伦                          | Tony Wendice                  | 托尼·温戴斯              | 主谋，企图买凶杀害自己的妻子                     |
| 格蕾丝·凯利                      | Margot Mary Wendice           | 玛格特·玛丽·温戴斯       | 托尼的妻子                                       |
| 罗伯特·卡明斯                    | Mark Halliday                 | 马克·哈利迪              | 美国犯罪小说作家，与玛格特有染，破案关键人物之一 |
| 约翰·威廉姆斯                    | Hubbard                       | 贺伯特                   | 首席检查官                                       |
| 安东尼·道森                      | Charles Alexander C. A. Swann | 查尔斯·亚历山大·C·A·斯旺 | 被托尼雇来杀害玛格特的凶手，却意外被玛格特杀死   |
| 安东尼·道森                      | Lesgate                       | 莱斯盖特                 | 警察队长                                         |
| 利奥·布里特                      |                               |                          | 派对上讲故事者                                   |
| 帕特里克·艾伦 (演员)             | Pearson                       | 皮尔逊                   | 警探                                             |
| 罗宾·休斯                        |                               |                          | 警察中士                                         |
| 马丁·米尔纳                      |                               |                          | 温戴斯公寓外的警察                               |
| 乔治·利（George Leigh）          | Williams                      | 威廉姆斯                 | 警探                                             |
| 乔治·奥尔德森（George Alderson） |                               |                          | 第一名警探                                       |

## 制作
在1953年的《我供认》之后，希区柯克计划拍摄电影《荆棘丛》（The Bramble Bush）。该片由大卫·邓肯1948年的小说改编，由跨大西洋影业出品，合作伙伴为西德尼·伯恩斯坦。然而，由于剧本和预算的问题，希区柯克和伯恩斯坦决定解除他们的合作伙伴关系。华纳兄弟同意希区柯克放弃该片，转而开始制作《电话谋杀案》。
马克的名字是在电影中改变的；在最初的演出中，他叫马克斯·哈利迪。演员道森和威廉姆斯分别再现了他们各自的百老汇角色——斯旺/队长莱斯盖特和检查官贺伯特。
希区柯克的客串作为一个标志出现在他大多数的电影当中。在《电话谋杀案》中，他在影片中出现了十三分钟，是在一张黑白的同学会照片中，坐在一张宴会桌前，周围是他以前的学生和同事。
希區考克原本打算用大特寫清楚拍攝主謀手撥電話轉盤，但當時的攝影技術做不到，所以製作了比正常電話大好幾倍的模型，搭配相應的巨大手指模型來拍攝這個撥號鏡頭。

## 3D版本
用于拍摄1954年影片的设备，是华纳兄弟自有专利的3D摄影机，即所谓的全媒体摄影机。最初打算以双放映机偏振3D方式上映，但由于其上映时观众对3D电影兴趣减弱（投影困难，容易出错），大多数剧院只放映了普通的2D电影。
该片1954年在北美获得了大约270万美元票房。《电话谋杀案》标志着1950年代初短暂的3D电影热潮的结束。希区柯克这样说3D：“这是一个为期九天的奇迹，而我是在第九天进来的。”
1980年2月，在旧金山的纽约剧院使用双带系统重映了该片的3D版。重映很成功，于是华纳兄弟在1982年2月重新在国内有限地发行了该片，使用了克里斯·康德的单带立体视觉3D系统，包括卖给底特律艺术学院的一套。
2012年10月9日，华纳兄弟发行了的3D蓝光光盘 。
该片的3D版本，先后于2013年夏天在部分英国影院，以及同年初秋在意大利上映。

## 评价
在评论聚合器网站烂番茄上，该片得到了88%的认可。该网站的对该片的综合评价是：“《电话谋杀案》可能不是希区柯克的巅峰水平，但是按照其它任何标准，它都是一部精致的、令人恐惧的阴险的惊悚片。同时，该片还成就了格蕾丝·凯利，她在该片中的表演令人难忘。”
美国电影学会（AFI）在2001年将该片列为AFI百年百大惊悚电影第48位，在2008年将该片列为AFI十大类型十大佳片中推理片的第9位。

## 类似影片与重拍片
它被认为是一部经典的惊悚舞台剧，因此从那以后它被再现了很多次。其中包括一部1981年的美国电视电影，由安吉·迪金森和克里斯托弗·普卢默主演。1958年，全国广播公司（NBC）出了一部电视电影，其中的莫里斯·埃文斯（饰演托尼）、威廉姆斯和道森都是最初百老汇舞台剧的原班人马。美国广播公司（ABC）于1968年出品了一部两小时的彩色版，由劳伦斯·哈维饰演托尼，黛安娜·奇伦托饰演玛格特，休·奥布莱恩饰演马克斯。
《超完美谋杀案》是一部1998年的重制影片，由安德鲁·戴维斯 导演。该片将哈利迪和斯旺的角色结合起来，丈夫（迈克尔·道格拉斯）雇佣并胁迫他妻子的情人（维戈·莫腾森）加入他的计划，谋杀她（格温妮丝·帕特罗）。然而，情人为了报复，想出了一个阴谋来反制丈夫。事情的发展对他们两个来说都是灾难性的错误，引入的警探（大卫·苏切特）冷静而善于跟踪，但其戏份大幅减少，因为揭开谜题的人主要是妻子（格温妮丝·帕特罗）。
在《电话谋杀案》上映次年，电视剧《希区柯克出品》首次在美国上映。该剧第一季中有一集《乔斯林的肖像》（Portrait of Jocelyn），其中的主角被叫做马克·哈利迪。在这一集中，哈利迪的妻子乔斯林已经失踪了好几年，最后发现是他杀害了自己的妻子。
苏联在1981年，也将最初的戏剧改编为《托尼·温戴斯的错误》。
该片部分启发了一个印地语版本，就是1985年上映的《Aitbaar》，由拉杰·巴巴尔、蒂普·卡柏迪亚和苏雷什·欧贝罗伊主演。由它改编的泰米尔语版本也于同年上映，名叫《Saavi》，由Sathyaraj、Saritha、Jaishankar和Nizhalgal Ravi主演。该片还被改编为马拉雅拉姆语版本《新年》，并于1989年上映，主演为贾亚拉姆、乌沃瓦什和苏雷什·戈皮。而另一部宝莱坞电影《Humraaz》（2002）则改编自《超完美谋杀案》，主演为博比·狄尔、阿克夏·卡纳和阿美莎·帕特尔。
电视剧《{{link-en|日落带77号|77 Sunset Strip》在《第五级台阶》（The Fifth Stair）一集中重现了《电话谋杀案》，由理查德·朗扮演托尼·温戴斯。
《欢乐一家亲》第六季第三集名为《马丁电话谋杀案》（Dial M for Martin）。其核心情节是主角的父亲看似被一系列灾祸所包围，而这些灾祸都是由弗雷泽的弟弟尼尔斯造成的，因此他相信他这个小儿子在潜意识里想要杀他。